# Даллоу, Саймон
Са́ймон Далло́у, Дэллоу (англ. Simon Dallow, род. 18 июня 1964 года) — новозеландский журналист, барристер, телеведущий.

## Детство и юность
Даллоу родился в семье полицейского, Росса Даллоу. Саймон Даллоу учился в колледже Листон, а затем в Колледже Святого Петра. Высшее образование Даллоу получил в Оклендском университете, где окончил курс юриспруденции. После окончания обучения Саймон Даллоу занимался юридической практикой как судебный и страховой юрист в Окленде.
В 1987 году, в то время, когда Даллоу работал за границей, случился «чёрный понедельник», заставивший его изменить карьеру, так как будущее юриста в сфере банкротства он счёл непривлекательным. Саймон Даллоу уехал в Европу, где на протяжении шести лет работал в сфере туристического бизнеса. В Новую Зеландию он вернулся в 1993 году.
В 1996 году Саймон Даллоу женился на Элисон Мо и у них родилось двое детей. В 2009 году, после 13 лет совместной жизни, они расстались.

## Карьера
Даллоу работает на телеканале TVNZ с 1993 года. Сначала он был ведущим программы Newsnight на канале TV2, вместе с тогдашними партнёрами Элисон Мо и Маркусом Лушем. С 1995 года он вместе с Мо вёл вечерний выпуск программы One Network News; в 1998 году пара перешла на выпуск новостей по выходным. С 2006 года он ведёт программу 1 News at Six, до 2020 года вместе с Венди Петри. Программа обычно выходит в прямом эфире из студии в Окленде; однако Даллоу часто ведёт прямую трансляцию на месте событий, когда речь идёт о срочных новостях. С 2005 по 2007 год Даллоу также вёл утреннюю передачу на радиостанции Микс, тогда известной как Viva FM.